# Гонсалес, Нико
Ни́колас Гонса́лес Игле́сиас (исп. Nicolás González Iglesias; 3 января 2002, Ла-Корунья, Испания), более известный как Ни́ко Гонса́лес (исп. Nico González) — испанский футболист, полузащитник английского клуба «Манчестер Сити».

## Клубная карьера
Нико воспитывался в академии «Барселоны» с 2013 года. 19 мая 2019 года он дебютировал за вторую команду клуба в матче Сегунды B против «Кастельона». 
Сезон 2019/20 Нико провёл в юношеской команде «сине-гранатовых» и не сыграл ни одной игры за «Барселону B». В следующем сезоне он был переведён во вторую команду и принял участие в 23 матчах третьей испанской лиги.
В сезоне 2021/22 полузащитника стали привлекать к тренировкам и играм первого состава «Барселоны». Официальный дебют Нико за «сине-гранатовых» состоялся 15 августа 2021 года в матче испанской Примеры против «Реал Сосьедада»: он вышел на поле на 83-й минуте вместо Серхио Бускетса и заработал жёлтую карточку минуту спустя. Первый гол Нико забил 12 декабря 2021 года в матче против «Осасуны» (2:2) с передачи Гави на 12 минуте встречи, открыв счёт в игре. В следующем же туре, 18 декабря, Нико Гонсалесу вновь удалось отличиться с передачи Гави на 85 минуте, забив победный в домашнем матче против «Эльче» (3:2).
В сезоне 2023/24 игрока подписал португальский «Порту».В этом сезоне Нико Гонсалес забил 9 голов и отдал 9 ассистов в 68 матчах.В «Порту» игрок выиграл Кубок Португалии и Суперкубок Португалии.Своей игрой игрок заинтересовал многие клубы.В том числе и «Манчестер Сити».
В зимнее трансферное окно сезона 2024/25 «Горожане» подписали испанца.Сумма трансфера составила 60 миллионов евро.В своём дебютном матче против «Лейтон Ориент»(2:1) Нико Гонсалес получил травму.В первом матче Лиги Чемпионов за «Манчестер Сити» против «Реал Мадрида» (3:1) он забил первый гол на 90+2 минуте с добивания после удара Омара Мармуша.

## Карьера в сборной
В 2018—2019 годах Нико защищал цвета юношеской сборной Испании (до 17 лет) и провёл за неё в общей сложности 7 встреч.

## Личная жизнь
Отец Нико, Фран Гонсалес — бывший футболист «Депортиво» и национальной сборной Испании. Дядя Хосе Рамон Гонсалес тоже играл в футбол в составе «Депортиво», а также нескольких более скромных команд.

## Достижения

### Командные
«Порту»
- Обладатель Кубка Португалии: 2023/24
- Обладатель Суперкубка Португалии: 2024

### Личные
- Полузащитник месяца в Примейра-лиге: декабрь 2024[7]